# Mazagway jezik
Mazagway jezik (ISO 639-3: dkx; mazagway-hidi), afrazijski jezik čadske porodice, kojim govori oko 17 000 ljudi (1997) u kamerunskim provincijama North i Far North.
Klasificira se skuopini biu-mandara, podskupina A.7. daba. Govore se dva različita dijalekta, to su mazagway (musgoi, musgoy, daba-mousgoy) i kpala (kola, daba-kola).

## Vanjske poveznice
- Ethnologue (14th) /
- Ethnologue (15th)